# Wildsteig
Wildsteig – miejscowość i gmina w Niemczech, w kraju związkowym Bawaria, w rejencji Górna Bawaria, w regionie Oberland, w powiecie Weilheim-Schongau, wchodzi w skład wspólnoty administracyjnej Steingaden. Leży około 22 km na południowy zachód od Weilheim in Oberbayern.

## Demografia
Dane o ludności z 31 grudnia 2008:
| Opis                                | Ogółem | Ogółem | Kobiety | Kobiety | Mężczyźni | Mężczyźni |
| ----------------------------------- | ------ | ------ | ------- | ------- | --------- | --------- |
| Jednostka                           | osób   | %      | osób    | %       | osób      | %         |
| Populacja                           | 1238   | 100    | 615     | 49,68   | 623       | 50,32     |
| Wiek przedprodukcyjny (0–17 lat)    | 305    | 24,64  | 151     | 12,2    | 154       | 12,44     |
| Wiek produkcyjny (18–65 lat)        | 700    | 56,54  | 342     | 27,63   | 358       | 28,92     |
| Wiek poprodukcyjny (powyżej 65 lat) | 233    | 18,82  | 122     | 9,85    | 111       | 8,97      |

## Polityka
Wójtem gminy jest Josef Taffertshofer, rada gminy składa się z 12 osób.
|      | Bürgervereinigung | Wählerliste | Razem |
| 2008 | 7                 | 5           | 12    |
| 2002 | 8                 | 4           | 12    |